# Jimmy Evert
Pour les articles homonymes, voir Evert.
James Evert dit Jimmy Evert, né le 31 juillet 1923 à Chicago, et mort le 22 août 2015 à Fort Lauderdale, est un joueur et entraîneur de tennis américain.

## Biographie
Il est le père des joueuses professionnelles Chris (née en 1954) et Jeanne Evert (1957-2020).
Il était professeur au Holiday Park Courts de Fort Lauderdale où il apprend le tennis à ses cinq enfants. Il a dirigé le club pendant 49 ans. Le centre a été renommé Jimmy Evert Tennis Courts à sa retraite en 1997.
Étudiant à l'université Notre-Dame près de Chicago, il devient all-american au début des années 1940. En 1942, il atteint le 3e tour à l'US Open. Il remporte en 1947 les Internationaux du Canada à Vancouver. À cette époque, il se classe à la 11e place au classement national. C'est en 1948 qu'il s'installe en Floride pour devenir professeur de tennis. Parmi ses élèves les plus connus figurent Jennifer Capriati, Harold Solomon et Brian Gottfried.
Il meurt d'une pneumonie, le 21 août 2015, à Fort Lauderdale en Floride.